# Siniperca
Siniperca is een geslacht van straalvinnige vissen uit de familie van zaagbaarzen (Percichthyidae).

## Soorten
- Siniperca chuatsi (Basilewsky, 1855)
- Siniperca fortis (Lin, 1932)
- Siniperca kneri Garman, 1912
- Siniperca liuzhouensis Zhou, Kong & Zhu, 1987
- Siniperca obscura Nichols, 1930
- Siniperca roulei Wu, 1930
- Siniperca scherzeri Steindachner, 1892
- Siniperca undulata Fang & Chong, 1932
- Siniperca vietnamensis Mai, 1978